# Marcel Hic
Marcel Hic, né le 30 avril 1915 à Paris et mort le 28 décembre 1944 en déportation au camp d'Ellrich, est un militant trotskiste français.

## Biographie
Tout en poursuivant des études qui le conduisent à un diplôme supérieur d'Allemand, Marcel Hic adhère en 1933 à la Ligue communiste dont il devient un militant actif. En 1934, il suit cette organisation qui décide de rejoindre en 1934 la SFIO et d'y constituer un groupe bolchévique-léniniste. Il devient alors un des animateurs de la fédération de la Seine des jeunesses socialistes, jusqu'à son exclusion, comme tous les autres trotskistes, qui a lieu un an plus tard.
Investi dans les jeunesses socialistes révolutionnaires, créées en 1936, il en devient le principal inspirateur.
Après la rupture entre les deux tendances trotskistes représentées par Pierre Frank d'une part et Pierre Naville d'autre part, faute d'avoir réussi à concilier leurs positions, Hic adhère au Parti ouvrier internationaliste et assure un temps la gestion du journal La Lutte ouvrière.
Hic rompt avec le mouvement trotskiste et se consacre au petit groupe de militants des Auberges de jeunesse avec qui il partage un engagement commun : Gérard Bloch, Maurice Laval, Lucienne Abraham.
Pendant l'occupation, il est la cheville ouvrière du regroupement des trotskistes français, alors tous ou presque coupés de leurs organisations. Il fonde ainsi le Comité pour la Quatrième internationale, et constitue un secrétariat européen de la Quatrième internationale, en 1942, qui ne regroupe cependant que des militants français et belges, notamment Abraham Leon. Il rédige en son nom les Thèses sur la question nationale qui sont adoptées en juillet 1942 et qui constituent une base idéologique forte pour le mouvement trotskiste.
Ayant échappé en février 1941 à un emprisonnement, faute de preuves, il est cependant arrêté par la Gestapo en octobre 1943. Déporté à Buchenwald en janvier 1944, puis à Dora en mars, il meurt au travail en décembre.
Il est homologué comme résistant du réseau Thermopyle des Forces françaises combattantes.
David Rousset, compagnon de déportation, lui dédie son ouvrage L'Univers concentrationnaire.